# Bonde (skak)
 For alternative betydninger, se Bonde (flertydig). (Se også artikler, som begynder med Bonde)
Bonden er den svageste brik i et spil skak, men har alligevel et stort potentiale, som ofte tillader den at afgøre et parti.
Bondens ringe værdi er en fordel derved, at droningen må flygte, når den angribes af en bonde, som er tilstrækkeligt beskyttet af andre brikker. Potentialet består i, at den forvandles til en dronning , såfremt den når hele vejen over brættet, se bondeforvandling. Strategisk er bøndernes placering undervejs i spillet meget afgørende for partiets forløb. Den tidlige, franske mester Philidor (1726 – 1795) som var en af de første, der fremsatte tanker og meninger, som fører frem mod en moderne skakopfattelse, kaldte derfor bønderne for skakspillets sjæl.

## Bondens træk
|   | a  | b  | c  | d  | e  | f  | g  | h  |   |
| 8 | a8 | b8 | c8 | d8 | e8 | f8 | g8 | h8 | 8 |
| 7 | a7 | b7 | c7 | d7 | e7 | f7 | g7 | h7 | 7 |
| 6 | a6 | b6 | c6 | d6 | e6 | f6 | g6 | h6 | 6 |
| 5 | a5 | b5 | c5 | d5 | e5 | f5 | g5 | h5 | 5 |
| 4 | a4 | b4 | c4 | d4 | e4 | f4 | g4 | h4 | 4 |
| 3 | a3 | b3 | c3 | d3 | e3 | f3 | g3 | h3 | 3 |
| 2 | a2 | b2 | c2 | d2 | e2 | f2 | g2 | h2 | 2 |
| 1 | a1 | b1 | c1 | d1 | e1 | f1 | g1 | h1 | 1 |
|   | a  | b  | c  | d  | e  | f  | g  | h  |   |

Bondens særlige egenskab er, at den kun kan flytte fremad på brættet og kun ét felt lige frem ad gangen. Dog kan spilleren vælge at rykke enten et eller to felter frem fra bondens udgangsstilling, altså første gang, bonden flyttes.
Det indledende dobbeltskridt blev indført i det 13. århundrede og formentlig begrundet i, at man derved hurtigere bringer brikkerne i kontakt med hinanden.
Når bonden rykker fremad, vil den alt andet lige støde på sin fjendtlige "kollega" på samme linje. Derved bliver begge forhindret i at avancere yderligere, medmindre det sker ved slag.

## Bondens slag
|   | a  | b  | c  | d  | e  | f  | g  | h  |   |
| 8 | a8 | b8 | c8 | d8 | e8 | f8 | g8 | h8 | 8 |
| 7 | a7 | b7 | c7 | d7 | e7 | f7 | g7 | h7 | 7 |
| 6 | a6 | b6 | c6 | d6 | e6 | f6 | g6 | h6 | 6 |
| 5 | a5 | b5 | c5 | d5 | e5 | f5 | g5 | h5 | 5 |
| 4 | a4 | b4 | c4 | d4 | e4 | f4 | g4 | h4 | 4 |
| 3 | a3 | b3 | c3 | d3 | e3 | f3 | g3 | h3 | 3 |
| 2 | a2 | b2 | c2 | d2 | e2 | f2 | g2 | h2 | 2 |
| 1 | a1 | b1 | c1 | d1 | e1 | f1 | g1 | h1 | 1 |
|   | a  | b  | c  | d  | e  | f  | g  | h  |   |

Et andet særligt træk ved bonden er, at den ikke slår på samme måde som den går. Bonden slår nemlig "skråt fremad" til højre eller venstre. Den kan altså ikke slå en brik, der står lige foran den. Bonden på feltet c5 på billedet kan enten slå springeren eller tårnet. Dens tredje mulige træk er at flytte til c6.

### En passant
|   | a  | b  | c  | d  | e  | f  | g  | h  |   |
| 8 | a8 | b8 | c8 | d8 | e8 | f8 | g8 | h8 | 8 |
| 7 | a7 | b7 | c7 | d7 | e7 | f7 | g7 | h7 | 7 |
| 6 | a6 | b6 | c6 | d6 | e6 | f6 | g6 | h6 | 6 |
| 5 | a5 | b5 | c5 | d5 | e5 | f5 | g5 | h5 | 5 |
| 4 | a4 | b4 | c4 | d4 | e4 | f4 | g4 | h4 | 4 |
| 3 | a3 | b3 | c3 | d3 | e3 | f3 | g3 | h3 | 3 |
| 2 | a2 | b2 | c2 | d2 | e2 | f2 | g2 | h2 | 2 |
| 1 | a1 | b1 | c1 | d1 | e1 | f1 | g1 | h1 | 1 |
|   | a  | b  | c  | d  | e  | f  | g  | h  |   |

Hvis en bonde i første træk flyttes to felter frem, kan det hænde, at den kommer til at stå ved siden af en fjendtlig bonde. Denne får derved ikke muligheden for at slå sin modstander. Dette forhindres ved reglen om slag en passant (fransk: 'i forbifarten'), idet den fjendtlige bonde har lov at slå, som om der kun var flyttet ét skridt frem.
Den bonde, som slår en passant, placeres stadig på feltet skråt fremad, hvor modstanderens bonde ville have stået, såfremt den kun var rykket ét felt.
I diagrammet er den sorte bonde flyttet fra c7 til c5, og den hvide bonde kan derfor slå den en passant. Den sorte bonde fjernes derved fra brættet, og den hvide bonde placeres på c6.
Slag en passant skal ske i første træk efter, at trækket er blevet muligt. Undlades dette, mister man muligheden for at slå på denne måde. Hvis nabobonden til den modsatte side senere foretager samme træk, kan man naturligvis stadig slå denne en passant.

## Bondens øvrige forhold
De bønder, som kan besætte brættets centrum, centrumsbønderne, er særligt vigtige i skakstrategien. Det er primært bønderne på d- og e-linjen, men i moderne opfattelse medtages bønder på de tilstøden c- og f-linjer ofte i betegnelsen, fordi de dels dækker centrumsbønderne, dels selv kan indtage pladsen i centrum ved slag af andre brikker.
De mest ubetydelige er bønderne på a- og h-linjen, randbønderne. De kan være svære at føre frem til deres forvandlingsfelt i visse slutspil, men de er vigtige som en del af kongestillingen efter rokade.

### Bondeforvandling
Hvis det lykkes en spiller at føre en bonde hele vejen over brættet til modstanderens startlinje, forvandles bonden til en officer efter spillerens eget valg. Det vil normalt være en dronning, da dronningen er spillets stærkeste brik. Men der kan være tilfælde, hvor det er mere fordelagtigt at forvandle til en af de øvrige officerer. Det kan f.eks. være tilfældet, hvor forvandling til en dronning medfører, at stillingen bliver remis ved pat.
Muligheden for bondeforvandling er ofte en helt afgørende faktor i slutspillet.
De forskellige muligheder for bondeforvandling er et af de vigtige temaer i skakstudier og skakopgaver, hvor et særligt tema kan være en bondes forvandling til alle officerer i de forskellige løsningsvarianter.

### Dobbeltbonde
Da en bonde slår skråt fremefter, kan den herved komme ind på samme linje som sin nabobonde, så der optræder to bønder af samme farve på linjen. Det kaldes en dobbeltbonde, og en sådan vil normalt være en svaghed, fordi de to bønder ikke kan beskytte hinanden.
Hvis bondens naboer på begge sider har slået brikker på bondens linje kan der endda optræde tre bønder af samme farve på linjen, en såkaldt tripelbonde. Den er endnu svagere end en dobbeltbonde.

### Fribonde
En bonde, som ikke har nogen fjendtlig bonde foran sig, hverken på samme linje eller de to tilstødende linjer kaldes en fribonde. Den kan kun hindres i at avancere ved hjælp af officerer og truer derfor med at opnå forvandling til en officer, jf. nedenfor.
En fribonde, som er nået frem til 6 række (3. række, hvis den er sort), kan af denne grund have samme værdi som en løber eller en springer.
I et slutspil med få brikker tilbage kan den ene part have en enkelt bonde på den ene fløj, mens de øvrige bønder befinder sig på den anden. Man taler da om en fjern fribonde. En sådan er tit ekstra fordelagtig, fordi modstanderens konge har svært ved at nå over og stoppe den.

### "Testamentebonde"
En bonde, der ´lades stå´ (testamenteres til modstanderen) selvom den er truet af f.eks. en officér. Årsagen kan være, at man i stedet for at forsvare den opbygger et angreb andetsteds på brættet.
Udtrykket stammer fra en historie om en mand, der testamenterede sin store formue til en enkelt heldig arving på den betingelse at denne aldrig ville forgribe sig på en bonde på b2 eller b7.[kilde mangler]

### "Gambit"
En bonde, der sættes frem hvor den trues. Modstanderen kan tage bonden, og dermed "tabe tempo" i opbygning af sit spil. Ofte vindes en sådan bonde hjem igen, idet formålet med at tilbyde den er at opnå en bedre udvikling af sine brikker.

### "Offer"
Et bondeoffer er et træk, hvor bonden sættes i slag for at opnå en strategisk fordel, f.eks. ved at åbne en linje for officererne. Hvis offeret ikke opfølges af et angreb mod modstanderens konge, vil det ofte føre til tab.

## Bønder: Strategi og taktik

### Stærke og svage felter
Tekst mangler, hjælp os med at skrive teksten

### Bondens kvadrat
Tekst mangler, hjælp os med at skrive teksten

### Bondeformationer
- Isoleret bonde
- bondeøer
- Bondekæder